# 북방대합
북방대합(北方大蛤)은 개량조개과에 속하는 바닷조개의 일종이다. 웅피조개, 운피조개, 홋키가이(일본어: 北寄貝) 등으로도 불린다.
강원도, 일본, 사할린 등의 연안에 분포한다.
수명은 30년 정도이며 10cm 정도까지 자란다.
회나 초밥, 또는 찜으로 먹는다.

## 같이 보기
- 깜장북방대합(스웨덴어판)